# Большедолженковский сельсовет
Большедолже́нковский сельсовет — муниципальное образование со статусом сельского поселения в Октябрьском районе Курской области Российской Федерации.
Административный центр — село Большое Долженково.

## История
Статус и границы сельсовета установлены Законом Курской области от 21 октября 2004 года № 48-ЗКО «О муниципальных образованиях Курской области».

## Население
| 2002  | 2010  | 2012  | 2013  | 2014  | 2015  | 2016  |
| ----- | ----- | ----- | ----- | ----- | ----- | ----- |
| 1769  | ↘1464 | ↗1515 | ↗1564 | ↗1593 | ↗1632 | ↗1633 |
| 2017  | 2018  | 2019  | 2020  | 2021  |       |       |
| ↗1661 | ↗1667 | ↗1673 | ↘1672 | ↘1293 |       |       |

## Состав сельского поселения
| № | Населённый пункт   | Тип населённого пункта       | Население |
| - | ------------------ | ---------------------------- | --------- |
| 1 | Авдеева            | деревня                      | ↘122      |
| 2 | Большое Долженково | село, административный центр | ↘477      |
| 3 | Ванина             | деревня                      | ↘419      |
| 4 | Верхняя Горбулина  | деревня                      | ↘71       |
| 5 | Липина             | деревня                      | ↘157      |
| 6 | Нижняя Горбулина   | деревня                      | ↘72       |
| 7 | Нижняя Плаксина    | деревня                      | ↘10       |
| 8 | Сеймский           | хутор                        | ↗103      |
| 9 | Сорокина           | деревня                      | ↘33       |

## Археология

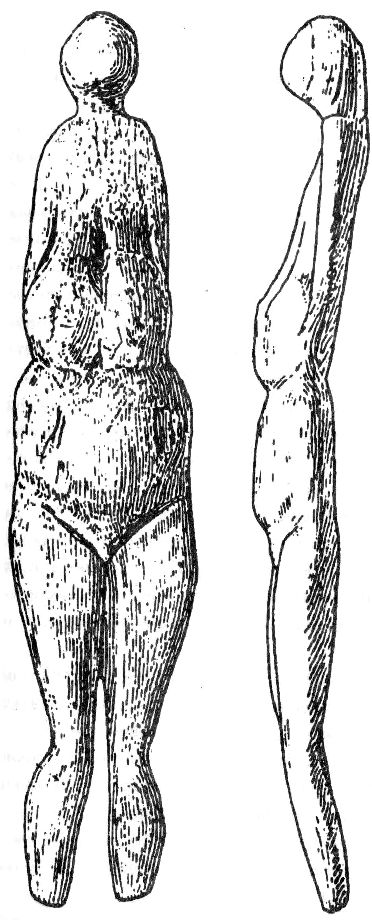
Палеолитическая венера с Авдеевской стоянки

- Близ села Липина находится Липинский археологический комплекс (поселение (селище), городище, могильник) древнерусского времени, где впервые в условиях Южной Руси на посаде относительно небольшого города была зафиксирована усадебно-уличная застройка. Территория селища начала активно осваиваться в конце X — начале XI века[14][15][16]
- Авдеевская стоянка — верхнепалелитическая стоянка древнего человека, расположенная близ деревни Авдеева